# الجدول الزمني لحرب الخليج (1990–1991)
يوضح الجدول الزمني لحرب الخليج تواريخ أهم الأحداث في حرب 1990-1991 . لقد بدأت مع الغزو العراقي للكويت في 2 أغسطس 1990 وانتهت بتحرير الكويت من قبل قوات التحالف. وافق العراق فيما بعد على مطالب الأمم المتحدة في 28 فبراير 1991. انتهت الحرب رسمياً بتوقيع الهدنة في 11 أبريل 1991. تشمل الأحداث الكبرى التي أعقبت ذلك الانتفاضات ضد صدام حسين في العراق، والمذابح التي تعرض لها الأكراد من قبل النظام، ثم العراق الذي اعترف رسميًا بسيادة الكويت في عام 1994 وانتهت في النهاية بتعاونها مع لجنة الأمم المتحدة الخاصة في عام 1998.

## 1990
- 28-30 مايو: قال الرئيس العراقي صدام حسين إن الإفراط في إنتاج النفط من قبل الكويت والإمارات العربية المتحدة كان «حرباً اقتصادية» ضد العراق.
- 28 مايو: الرئيس العراقي صدام حسين وأمير الكويت جابر الأحمد الصباح يجتمعان في قمة الجامعة العربية في بغداد.
- 15 يوليو: العراق يتهم الكويت بسرقة النفط من حقل الرميلة النفطي، وهو حقل نفط عراقي بالقرب من الحدود العراقية الكويتية، ويهدد بالقيام بعمل عسكري كرد فعل.
- 22 يوليو: العراق يبدأ في نشر قواته على الحدود العراقية الكويتية.
- 24 يوليو: الرئيس المصري حسني مبارك يسافر إلى بغداد للقاء صدام حسين ومناقشة الخلاف بين الكويت والعراق.
- 2 أغسطس: حوالي 100 ألف جندي عراقي يغزون الكويت.
- 2 أغسطس: معركة قصر دسمان الأمير جابر الأحمد الصباح يذهب إلى المملكة العربية السعودية مع عائلته ووزرائه.
- 2 أغسطس: قرار مجلس الأمن رقم 660 يدين الغزو العراقي للكويت. اليمن هي الدولة العربية الوحيدة التي لم تُشارك في التصويت في مجلس الأمن الدولي.
- 3 أغسطس: أعلن رئيس الولايات المتحدة جورج بوش الأب أنه تم نشر سفن تابعة للبحرية الأمريكية في الخليج العربي.
- 4 أغسطس: تم تعيين علاء حسين علي كرئيس للوزراء في حكومة الكويت الحرة المؤقتة كما تم تعيين علي حسن المجيد حاكمًا لمحافظة الكويت التاسعة عشرة للعراق.
- 5 أغسطس: الأمير جابر الأحمد الصباح يشكل الحكومة في المنفى في الطائف بالمملكة العربية السعودية.
- 6 أغسطس: قرار مجلس الأمن رقم 661 ينفذ عقوبات دولية على العراق. اليمن لم تُشارك في التصويت في مجلس الأمن الدولي.
- 6 أغسطس: التقى وزير الدفاع الأمريكي ديك تشيني مع العاهل السعودي الملك فهد بن عبد العزيز في الرياض لمناقشة إرسال قوات عسكرية أمريكية للدفاع عن السعودية في حالة حدوث غزو عراقي.
- 7 أغسطس: وصول 15000 جندي أمريكي و 32 مدمرة و 100 طائرة هليكوبتر وطائرة مقاتلة إلى المملكة العربية السعودية.
- 8 أغسطس: إطلاق عملية درع الصحراء من قبل الولايات المتحدة.
- 9 أغسطس: قرار مجلس الأمن رقم 662 يدين الغزو العراقي للكويت.
- 9 أغسطس: العراق يُغلق جميع حدوده البرية.
- 10 أغسطس: قمة طارئة لجامعة الدول العربية عُقدت في القاهرة. أدانت أغلب الدول العربية الغزو وتدعو العراق إلى سحب قواتها من الكويت وإعادة جابر الأحمد الصباح أميرًا للكويت. فقط ليبيا ومنظمة التحرير الفلسطينية هي التي كانت تدعم الغزو العراقي.
- 10 أغسطس: صوتت جامعة الدول العربية في القاهرة على إرسال قوات عسكرية مصرية وسورية ومغربية إلى منطقة الخليج لدعم الكويت.
- 12 أغسطس: بدء الحصار البحري للعراق.
- 13 أغسطس: بدأت الحكومة الهندية في نقل المواطنين الهنود جواً من الكويت عبر عمان إلى مومباي تم إجلاء حوالي 175,000 مواطن هندي من الكويت حتى 20 أكتوبر.
- 15 أغسطس: أعادت إيران والعراق إقامة علاقات دبلوماسية لأول مرة منذ الحرب الإيرانية العراقية.
- 16 أغسطس: أمر وزير الخارجية الأمريكي ديك تشيني السفن البحرية الأمريكية بإيقاف جميع البضائع والناقلات التي تغادر وتدخل العراق والكويت.
- 18 أغسطس: قرار مجلس الأمن رقم 664 يدين العراق ويطالبها بمغادرة الكويت.
- 19 أغسطس: الإمارات العربية المتحدة تسمح للقوات الأجنبية بدخول أراضيها.
- 20 أغسطس: مئات الآلاف من العمال الباكستانيين والمصريين والفلسطينيين والفلبينيين يفرون من الكويت إلى الأردن.
- 20 أغسطس: تم احتجاز 82 مواطنا بريطانيا كرهائن في الكويت.
- 25 أغسطس: قرار مجلس الأمن رقم 661 ينفذ عقوبات دولية على العراق.
- 26 أغسطس: العراق يحاصر السفارات الأجنبية في مدينة الكويت.
- 28 أغسطس: الكويت أصبحت مُحافظة عراقية رسمياً.
- 29 أغسطس: الأمين العام للأمم المتحدة خافيير بيريز دي كوييار يسافر إلى بغداد للقاء وزير الخارجية العراقي طارق عزيز.
- 1 سبتمبر: فك العراق أسر 700 من الغربيين المحتجزين كرهائن منذ بداية الغزو.
- 2 سبتمبر: عاد الأمين العام خافيير بيريز دي كوييار من بغداد دون أي اتفاق مع حكومة العراق.
- 9 سبتمبر: التقى رئيس الولايات المتحدة جورج بوش الأب ورئيس الاتحاد السوفيتي ميخائيل غورباتشوف في هلسنكي لمناقشة الغزو العراقي. في مؤتمر صحفي، طلب الرؤساء من العراق مغادرة الكويت بموجب قرارات مجلس الأمن رقم 660 و661 و662 و664 و665.
- 14 سبتمبر: أعلنت المملكة المتحدة وفرنسا نشر قواتها في المملكة العربية السعودية.
- 25 سبتمبر: قرار مجلس الأمن رقم 661 ينفذ عقوبات الطيران المدني على العراق.
- 17 أكتوبر: يتمركز 200000 جندي أمريكي و15000 جندي بريطاني و 11000 جندي فرنسي في منطقة الخليج.
- 8 نوفمبر: الولايات المتحدة ترسل المزيد من القوات إلى منطقة الخليج. يصل حوالي 100000 جندي لدعم 220,000 جندي حالي في المنطقة.
- 19 نوفمبر: العراق يرسل حوالي 200000 جندي إضافي إلى الكويت.
- 29 نوفمبر: أقر مجلس الأمن التابع للأمم المتحدة القرار 678 ، الذي يطالب العراق بالانسحاب من الكويت قبل 15 يناير 1991، أو مواجهة عمل عسكري.
- 29 نوفمبر: دعا الرئيس جورج بوش الأب وزير خارجية العراق طارق عزيز للاجتماع في واشنطن العاصمة.
- 6 ديسمبر: العراق يفرج عن 3,000 رهينة أجنبية من الكويت والعراق.
- 10 ديسمبر: العراق يطلق سراح الرهائن البريطانيين.

## 1991
- 9 يناير: وزير الخارجية الأمريكي جيمس بيكر يلتقي وزير خارجية العراق طارق عزيز في مؤتمر جنيف في فندق إنتركونتيننتال، لكن لم يتم التوصل إلى حل.

## ما بعد الغزو

### 1992
- 26 أغسطس: تم إنشاء منطقة حظر الطيران العراقي في جنوب العراق.

### 1993
- 26 يونيو: الولايات المتحدة تقصف العراق.

### 1994
- 10 نوفمبر: العراق يعترف باستقلال الكويت ويعترف بحدوده المشتركة.

### 1995
- 14 أبريل: مجلس الأمن الدولي يوافق على برنامج النفط مقابل الغذاء للعراق.

### 1996
- 3 سبتمبر: قصفت الولايات المتحدة العراق وتُزيد مناطق حظر الطيران في جنوب العراق.

### 1998
- 31 أكتوبر: العراق ينهي تعاونه مع لجنة الأمم المتحدة الخاصة.

## روابط خارجية
- درع الصحراء والعاصفة الصحراوية: قائمة بالترتيب الزمني والقوات لأزمة الخليج الفارسي 1990-1991 ، تقرير من معهد الدراسات الاستراتيجية في كلية الحرب بالجيش الأمريكي
- الكويت كانت جميعها قد توقفت عن طريق الشحن الخام إلى الولايات المتحدة لأول مرة منذ غزو صدام حسين في عام 1990